# Magon le Carthaginois
Pour les articles homonymes, voir Magon.
Magon ou Mago est un érudit et un agronome carthaginois du IIIe ou IIe siècle av. J.-C.
Général d'armée de formation, il rédigea un important traité sur l’agriculture en langue punique qui fut l’une des sources les plus importantes sur le sujet pendant plusieurs siècles. L'œuvre de Magon participa au développement économique agricole remarquable encouragé par l'État chez les Phéniciens, avec des extraits de son œuvre placardés aux murs des fermes. Mais ce traité était si fameux et estimé dans l’Antiquité que, après la destruction de Carthage en 146 av. J.-C. par les Romains, il fut, sur ordre du Sénat romain, le seul ouvrage que ceux-ci ramenèrent à Rome.

## Ouvrage
Son Encyclopédie agricole en 28 livres aurait été traduite du punique en latin sous la direction de Decimus Silanus, par une commission juste après la prise et la destruction de Carthage par les Romains en 146 av. J.-C. Elle fut traduite en grec au début du Ier siècle av. J.-C.. Mais le travail de Magon fut surtout connu et diffusé dans le monde antique par le biais des traités en grec ancien que rédigèrent Cassius Dionysus d'Utique au IIe siècle av. J.-C. (qui résume l'œuvre originale en 20 tomes) et Diophane de Nicée em Bithynie au Ier siècle av. J.-C. (qui résume le résumé de Casius Dionysus à un condensé en 6 tomes). L’œuvre originale de Magon est perdue ainsi que ses premières traductions. Nous ne connaissons son travail que par l’intermédiaire des auteurs romains postérieurs qui toujours l’estimèrent profondément (Pline l'Ancien, Varron , Columelle de Cadix) et de la compilation en grec Geoponica. 
Voici deux exemples des propos de Magon, du moins comme nous les a rapportés Pline : 
« Parmi les arbres qui croissent à partir de graines, Magon traite avec minutie de ceux de la famille des « noix » (nucibus). Il dit que les amandes doivent être plantées dans un sol d’argile doux exposé au sud, que cela fonctionne aussi dans un sol dur, chaud, mais pas dans un sol humide. Il recommande de planter les amandes qui ressemblent le plus à des faucilles que l’on aura cueillies sur un jeune amandier ; de les laisser baigner trois jours dans du purin dilué ou bien un jour avant de les planter dans de l’eau adoucie avec du miel ; de les placer dans le sol avec la pointe vers le bas et le côté le plus effilé orienté vers le nord-est ; elles devraient être plantées par groupe de trois en les espaçant d’une paume (~10 cm) en formant un triangle ; et elles doivent être arrosées tous les dix jours jusqu’à ce qu’elles commencent à grossir… Magon nous dit aussi de planter les amandes entre le jour le plus court et le lever d’Arcturus et de ne pas planter tous les types de poires en même temps car elles ne fleurissent pas à la même époque. Il dit que celles avec des fruits oblongs ou ronds devraient être plantées entre le coucher des Pléiades et le jour le plus court, mais les autres vers la mi-hiver après le coucher du Sagittaire en étant exposé à l’est ou au nord. »
« Quant à la méthode pour piler les céréales, il faut mettre en avant l’avis de Magon, il dit que le blé (triticum) doit être au préalable trempé dans de l’eau, puis on doit lui ôter sa balle et enfin le faire sécher au soleil avant de le piler finement dans un mortier. Quant à l’orge (hordeum), il doit être traité de la même façon, vingt mesures seront humidifiées avec deux mesures d’eau. »

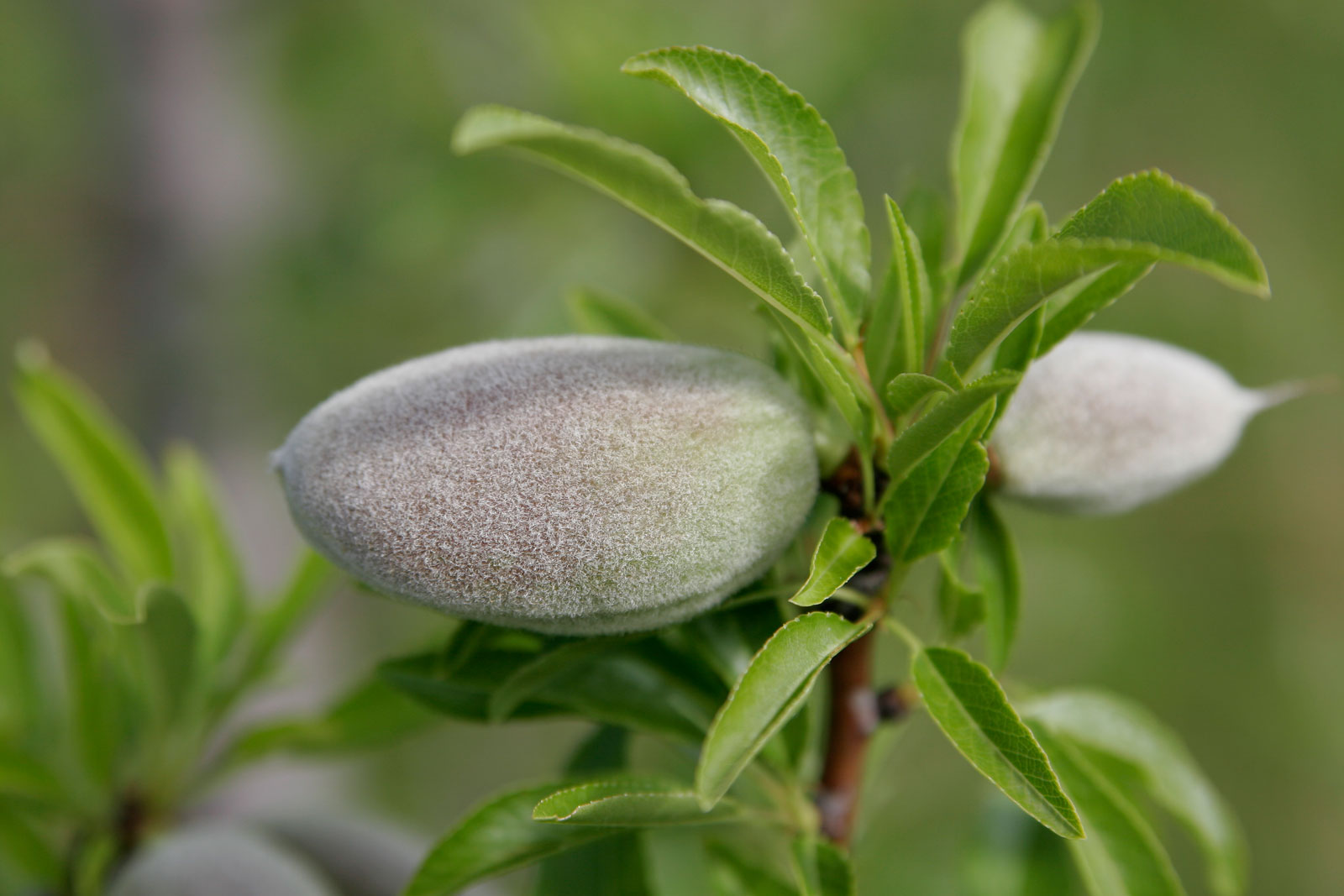
Amande.

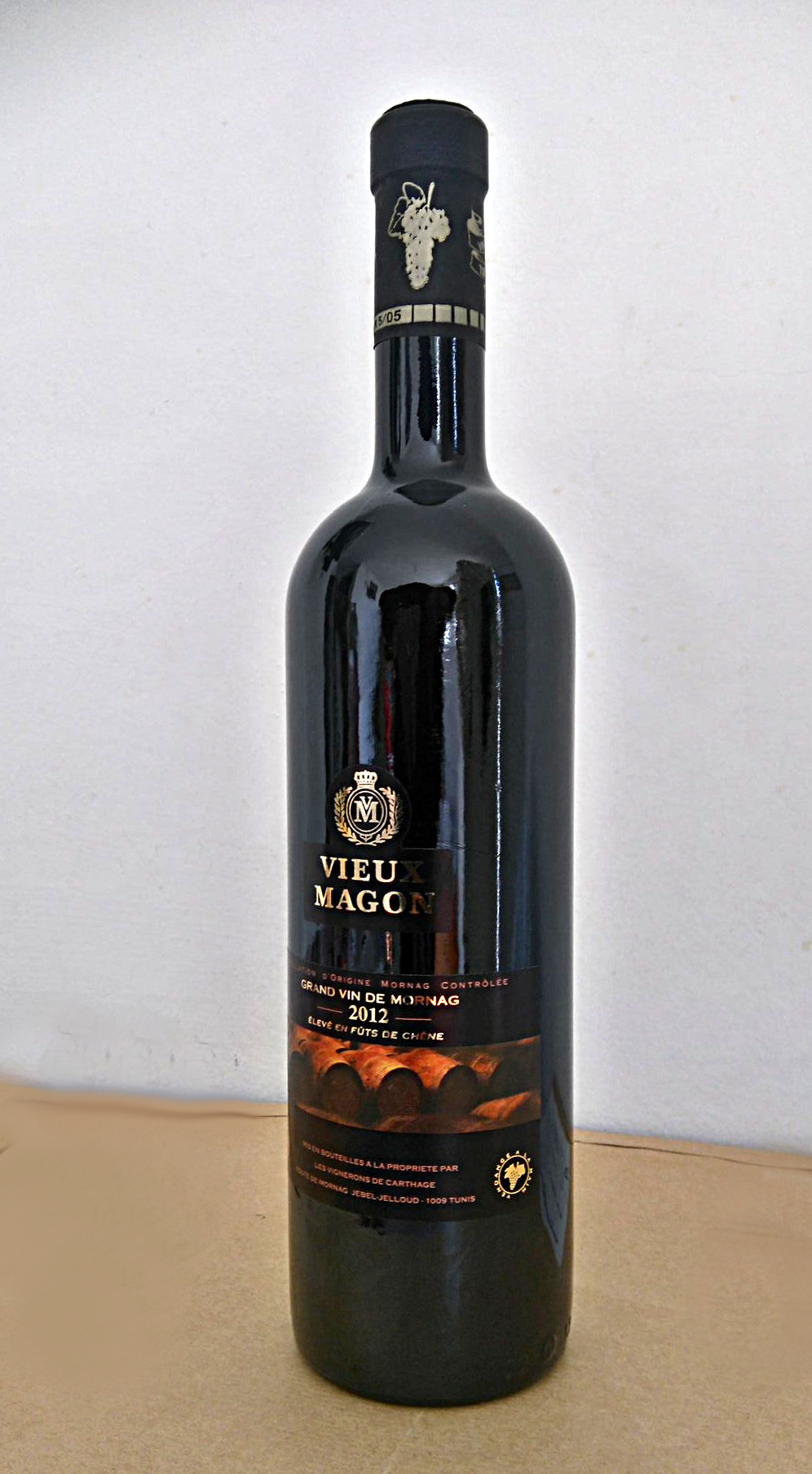
Bouteille de Vieux Magon.

Autres sujets traités par Magon et cités postérieurement : de nombreux sujets en lien avec l'arboriculture (par exemple plusieurs façons de conserver les grenades, un arbre probablement introduit en Afrique du Nord par les Carthaginois), sur la viticulture et la vinification ; l’apiculture ; sur l’élevage ; sur le jonc et les plantes non cultivées mais utiles (laurier, asphodèle).
Son nom a été utilisé pour nommer plusieurs vins tunisiens actuels d'appellation Mornag.

## Sources
- Pline l'Ancien, Histoire naturelle [détail des éditions] [lire en ligne]
- Varron, Rerum rusticorum
- Columelle, De re rustica